# Cochrane (Ontario)
Pour les articles homonymes, voir Cochrane.
Cochrane est une ville canadienne du Nord-Est de l'Ontario située sur la route 11, qui fait partie de l'autoroute transcanadienne. La population de Cochrane est composée surtout d'anglophones, mais il y a aussi de nombreux francophones. La ville se trouve à l'est de Kapuskasing, au nord-est de Timmins, au sud de Moosonee et au nord de Iroquois Falls et fait partie du District de Cochrane.
La population de Cochrane s'élevait à 5 487 habitants au recensement de 2006, lors de laquelle on compte 50 % d'anglophones et 40 % de francophones.

## Histoire
Avant la fondation de Cochrane, il servait de terrain de camping d'été aux populations autochtone et de halte aux marchands de fourrures qui se rendaient à Moose Factory.
Au début du XXe siècle, le Chemin de fer National Transcontinental a été construit dans la région et, en 1907, l'endroit a été choisi comme point de jonction avec le Temiskaming and Northern Ontario Railway.
En novembre 1908, les lots sont vendus aux enchères et une ville ferroviaire est créée.
Elle a été incorporée le 1er janvier 1910 et nommée d'après l'homme politique et commerçant Frank Cochrane, ancien maire de Sudbury et ministre des Terres, des Forêts et des Mines du gouvernement provincial de 1905 à 1911, puis ministre des Chemins de fer de 1911 à 1919.
L'établissement a été dévasté par des incendies en 1910, 1911 et 1916, mais il a été reconstruit à chaque fois et est devenu un centre de transport pour le nord de l'Ontario.
Après la grève de Reesor Siding en 1963, Cochrane a été le lieu du procès de 20 fermiers de Reesor Siding accusés du meurtre de 3 employés du syndicat.
En 1969, la ville de Cochrane a annexé une partie du canton voisin de Glackmeyer et, en 2000, elle a fusionné avec les cantons voisins de Glackmeyer et de Lamarche pour créer une ville de Cochrane nouvellement élargie.

## Géographie
Cochrane a un climat subarctique avec des hivers très froids et des étés chauds. Les variations diurnes de température sont modérément élevées tout au long de l'année. Les chutes de neige annuelles sont importantes, avec une moyenne de 117 pouces (297 cm). Les précipitations atteignent leur maximum au début de l'automne. L'hiver dure généralement de la fin du mois d'octobre à une bonne partie du mois d'avril.
Jusqu'en 1977, Timmins a servi de source pour tous les relevés météorologiques attribués à Cochrane, à l'exception des extrêmes exceptionnels, en raison de la similitude globale du climat due à la proximité et à la topographie. Cependant, en décembre 1977, les relevés de température de Cochrane ont commencé à être effectués à partir du centre-ville après qu'une différence notable de température ait été enregistrée deux ans auparavant, en janvier 1976. Cependant, à ce jour, si l'équipement météorologique de Cochrane tombe en panne, les relevés de température de Timmins sont utilisés en raison de leur similitude globale.

## Démographie
Lors du Recensement de la population de 2021 mené par Statistique Canada, Cochrane comptait une population de 5 390 habitants vivant dans 2 316 de ses 2 540 logements privés, soit une variation de 1,3 % par rapport à sa population de 5 321 habitants en 2016. Avec une superficie de 537,9 km2 (207,7 mi²), elle avait une densité de population de 10,0/km2 (26,0/mi²) en 2021.

Lors du Recensement de 2011, Cochrane avait une population de 5 340 habitants, une diminution de 2,7 % par rapport au Recensement de 2006 (5 487), qui était lui-même une diminution de 3,6 % par rapport au Recensement de 2001. Comme pour de nombreuses collectivités du Nord de l'Ontario, le déclin de la population est dû au manque d'emplois.
| 2001  | 2006  | 2011  | 2016  |
| ----- | ----- | ----- | ----- |
| 5 690 | 5 487 | 5 340 | 5 321 |

### Langue maternelle (2021)[4]
- Anglais Langue maternelle : 59,3 %
- Français langue maternelle : 32,9 %
- Anglais et français comme langue maternelle : 4,3 %
- Autre langue maternelle : 2,6

## Économie
Les principales industries de Cochrane sont les transports, les chemins de fer, le tourisme et la sylviculture.
L'agriculture marginale existe également autour de Cochrane. Bien que le sol soit considéré comme étant de bonne qualité, la saison de croissance est trop courte pour permettre une production agricole substantielle.

## Tourisme
La municipalité fait partie d'un circuit touristique inspiré de l'œuvre de la romancière Jocelyne Saucier,.

### Ours polaires
La ville contient de nombreuses références aux ours polaires. Sa mascotte est une grande statue d'ours polaire connue sous le nom de Chimo, érigée au début des années 1970.
Le Cochrane Polar Bear Habitat, qui a ouvert ses portes à l'été 2004, abrite également des ours polaires vivants. Des ours polaires du zoo de Toronto ont été transférés à Cochrane pendant la construction d'un nouveau pavillon. Ces deux ours polaires ont été renvoyés au zoo de Toronto à l'été 2009. Fin mai 2012, un nouvel ours est arrivé à l'habitat de l'ours polaire, Ganuk. Toujours en 2012, un deuxième ours, Inukshuk, a été amené du zoo de Toronto à l'Habitat de l'ours polaire en tant que résident à temps partiel. Après avoir réussi à se reproduire cinq fois dans les zoos de Toronto et du Québec, Inukshuk est maintenant un résident permanent de Cochrane. En 2016, l'habitat s'est enrichi d'un troisième ours, Henry, venu tout droit du Sea World de la Gold Coast en Australie.

### Cochrane Heritage Village
Situé sur le terrain de l'habitat de l'ours polaire de Cochrane, le Cochrane Heritage Village comprend de nombreuses répliques de bâtiments abritant des décors historiques, qui reflètent la vie à Cochrane au début des années 1900. La gare ferroviaire est équipée d'une vidéo sur l'histoire de la ville de Cochrane, ainsi que d'artefacts et de photos représentant l'histoire du chemin de fer. Il est possible de faire des promenades dans un petit train à moteur. On y trouve une boucherie historique, un cabinet médical, un atelier de réparation de chaussures, une forge et une quincaillerie. Les autres bâtiments comprennent une maison familiale, une grange, une école à classe unique et une cabane de trappeur. Il y a un restaurant où l'on peut s'asseoir pour déguster des plats rapides et des en-cas. Le village du patrimoine est ouvert toute l'année et accueille souvent des hôtes costumés.

### Cochrane Classic Vintage Riders Snowmobile Museum
Le Cochrane Classic Vintage Riders Snowmobile Museum est également situé sur le terrain de l'habitat de l'ours polaire. Ce musée est le deuxième plus grand musée de la motoneige au Canada, mais le plus grand ouvert au public. Cette exposition est ouverte toute l'année et attire des motoneigistes de toute la province et d'ailleurs.

### Bibliothèque publique de Cochrane
La bibliothèque publique de Cochrane a été créée en 1917 et abrite une vaste collection de livres, de DVD, de puzzles, de jeux vidéo et d'autres matériels. Elle propose aux touristes le prêt de raquettes et de skis en hiver et un lieu sûr pour s'amuser. Au rez-de-chaussée se trouvent une galerie d'art et une salle de vente de livres. On peut y acheter du café. La bibliothèque abrite les archives de la ville, qui sont une mine d'informations sur l'histoire locale.